# English Boy Wonders
English Boy Wonders è il secondo album in studio del gruppo rock inglese Big Big Train, pubblicato nel 1997.

## Tracce
1. Big Empty Skies (Spawton) – 4:21
2. Brushed Aside (Spawton) – 5:37
3. A Giddy Thing (Spawton) – 5:16
4. 28 Years (Read, Spawton) – 2:24
5. Pretty Mom (Spawton, Poole) – 3:26
6. Out of It (Spawton) – 5:57
7. Cloudless and Starry and Still (Spawton, Poole) – 3:33
8. Albion Perfide (Spawton, Poole, Muller) – 10:23
9. Right to the End of the World Tra-La (Spawton) – 1:56
10. The Shipping Forecast (Spawton) – 10:46
11. Mr Boxgroveman (Spawton, Poole) – 6:12
12. Reaching for John Dowland (Spawton, Poole, Hughes) – 8:13
13. Fell Asleep (Spawton) – 3:35

## Formazione
- Martin Read - voce
- Gregory Spawton - chitarre, cori, tastiere
- Tony Müller - tastiere, piano
- Andy Poole - basso, cori, tastiere
- Steve Hughes - batteria, percussioni